# Вьолца Мехмети-Нуредини
Вьолца Мехмети-Нуредини (на албански: Vjollca Mehmeti-Nuredini, на македонска литературна норма: Вјолца Мехмети-Нуредини) е политик от Северна Македония от албански произход.

## Биография
Родена е на 6 февруари 1978 година в град Скопие, тогава в Социалистическа федеративна република Югославия. Завършва биология в Природо-математическия факултет на Скопския университет.
В 2011 година е избрана за депутат от Демократичния съюз за интеграция в Събранието на Северна Македония. В 2014 година отново е избрана за депутат.